# Ångermanland
Ångermanland er en provins (landskap) i amtet Västernorrlands län i det nordlige Sverige. De største byer er Örnsköldsvik, Härnösand og Kramfors.
63°09′14″N 17°14′17″Ø / 63.154°N 17.238°Ø